# DIO/Bedum
DIO/Bedum is een volleybalvereniging in Bedum met ruim 300 leden. Ongeveer de helft hiervan behoort tot de jeugd. Het eerste herenteam promoveerde in 2015 naar de topdivisie, terwijl het eerste damesteam uitkomt in de tweede divisie.